# Paratoxotus inexpunctatus
Paratoxotus inexpunctatus är en skalbaggsart som beskrevs av Leon Fairmaire 1903. Paratoxotus inexpunctatus ingår i släktet Paratoxotus och familjen långhorningar.
Artens utbredningsområde är Madagaskar. Inga underarter finns listade i Catalogue of Life.